# Achatia infidelis
Achatia infidelis là một loài bướm đêm trong họ Noctuidae.